# دورتی دالتون
دورتی دالتون (انگلیسی: Dorothy Dalton؛ ۲۲ سپتامبر ۱۸۹۳ – ۱۳ آوریل ۱۹۷۲) یک هنرپیشه اهل ایالات متحده آمریکا بود که از آثار او میتوان به نقش ملکه آن در فیلم سه تفنگدار اشاره کرد.